# Clethra fragrans
Clethra fragrans là một loài thực vật có hoa trong họ Clethraceae. Loài này được L.M.González & R.Delgad. mô tả khoa học đầu tiên năm 2005.